# Campionat per parelles de pilota basca de 2009
El Campionat per parelles de pilota basca de 2009, oficialment anomenat VII Campionat de parelles de la LEPM (Lliga d'empreses de pilota a mà) el juguen 8 parelles, 4 de l'empresa Asegarce i altres 4 d'Aspe en 2 rondes i una partida final. La competició és patrocinada per la caixa d'estalvis Kutxa.
En la 1a fase cada parella juga dos partides contra les altres 4 parelles de l'empresa rival, se'n classifiquen les 4 millors parelles (siguen de l'empresa que siguen), que juguen una lligueta tots contra tots, i les dues millors passen a una final a partida única.

## Pilotaris
| - Parelles d'Asegarce: - Olaizola II i Mendizabal II - Berasaluze VIII i Begino - Olaizola I i Ruiz - Bengoetxea VI i Beloki - Reserves: - Leitza - Zearra |  | - Parelles d'Aspe: - Titín III i Pascual - González i Barriola - Martinez de Irujo i Goñi III - Xala i Laskurain - Reserves: - Eulate - Olazabal - Zubieta |

## Resultats

### Lliga
| Data     | Frontó                            | Roig                        | Blau                         | Resultat |
| -------- | --------------------------------- | --------------------------- | ---------------------------- | -------- |
| 03/01/09 | Labrit de Pamplona                | Olaizola I i Ruiz           | Martinez de Irujo i Goñi III | 13-22    |
| 04/01/09 | Astelena d'Eibar                  | Berasaluze VIII i Zearra    | González i Barriola          | 13-22    |
| 05/01/09 | Beotibar de Tolosa                | Bengoetxea VI i Beloki      | Xala i Laskurain             | 22-18    |
| 06/01/09 | Astelena d'Eibar                  | Titín III i Pascual         | Olaizola II i Mendizabal II  | 21-22    |
| 09/01/09 | Irun                              | Titín III i Pascual         | Olaizola I i Ruiz            | 22-18    |
| 10/01/09 | Labrit de Pamplona                | Bengoetxea VI i Beloki      | González i Barriola          | 16-22    |
| 11/01/09 | Astelena d'Eibar                  | Olaizola II i Mendizabal II | Xala i Laskurain             | 10-22    |
| 12/01/09 | Beotibar de Tolosa                | Berasaluze VIII i Begino    | Martinez de Irujo i Goñi III | 22-10    |
| 16/01/09 | Getaria                           | Olaizola I i Ruiz           | González i Barriola          | 09-22    |
| 17/01/09 | Labrit de Pamplona                | Olaizola II i Mendizabal II | Martinez de Irujo i Goñi III | 22-16    |
| 18/01/09 | Mungia                            | Titín III i Pascual         | Bengoetxea VI i Beloki       | 22-08    |
| 19/01/09 | Beotibar de Tolosa                | Berasaluze VIII i Begino    | Xala i Laskurain             | 22-17    |
| 23/01/09 | Zornotza                          | Titín III i Pascual         | Berasaluze VIII i Begino     | 22-19    |
| 24/01/09 | Íscar                             | Olaizola II i Mendizabal II | Olazabal i Barriola          | 22-10    |
| 25/01/09 | Astelena d'Eibar                  | Bengoetxea VI i Beloki      | Martinez de Irujo i Goñi III | 22-18    |
| 26/01/09 | Beotibar de Tolosa                | Olaizola I i Ruiz           | Xala i Laskurain             | 22-21    |
| 30/01/09 | Lizarra                           | Olaizola I i Ruiz           | Martinez de Irujo i Goñi III | 08-22    |
| 31/01/09 | Idiazabal                         | Berasaluze VIII i Begino    | González i Barriola          | 22-21    |
| 31/01/09 | Labrit de Pamplona                | Titín III i Pascual         | Olaizola II i Mendizabal II  | 07-22    |
| 01/02/09 | Astelena d'Eibar                  | Bengoetxea VI i Beloki      | Xala i Zubieta               | 22-15    |
| 06/02/09 | Urduliz                           | Titín III i Pascual         | Olaizola I i Ruiz            | 20-22    |
| 07/02/09 | Tafalla                           | Olaizola II i Mendizabal II | Xala i Zubieta               | 17-22    |
| 07/02/09 | Labrit de Pamplona                | Berasaluze VIII i Begino    | Martinez de Irujo i Goñi III | 22-20    |
| 08/02/09 | Astelena d'Eibar                  | Bengoetxea VI i Beloki      | González i Barriola          | 22-17    |
| 13/02/09 | Donibane Lohitzune                | Leitza i Begino             | Xala i Zubieta               | 10-22    |
| 14/02/09 | Labrit de Pamplona                | Titín III i Pascual         | Bengoetxea VI i Beloki       | 20-22    |
| 15/02/09 | Frontó Atano III de Sant Sebastià | Olaizola II i Zearra        | Martinez de Irujo i Goñi III | 08-22    |
| 16/02/09 | Beotibar de Tolosa                | Olaizola I i Ruiz           | González i Barriola          | 19-22    |
| 20/02/09 | Covaleda                          | Titín III i Pascual         | Berasaluze VIII i Begino     | 21-22    |
| 21/02/09 | Labrit de Pamplona                | Bengoetxea VI i Beloki      | Martinez de Irujo i Goñi III | 19-22    |
| 22/02/09 | Astelena d'Eibar                  | Olaizola II i Mendizabal II | González i Eulate            | 22-19    |
| 23/02/09 | Beotibar de Tolosa                | Olaizola I i Ruiz           | Xala i Zubieta               | 06-22    |